# Apátistvánfalva
Apátistvánfalva (niem. Stephansdorf, słoweń. Števanovci) – wieś i gmina w zachodniej części Węgier, w komitacie Vas, w powiecie Szentgotthárd.
Gmina ma niezależny samorząd, który wraz z gminami partnerskimi (Kétvölgy i Orfalu) posiada urząd gminy, notariusza rejonowego i instytucje gminne.

## Położenie
Miejscowość leży na terenie Parku Narodowego Őrség na trójstyku granic Słowenii, Austrii i Węgier. Przejście graniczne do Austrii leży w odległości 10 km, a do Słowenii 3 km. Przez teren gminy przebiegają drogi nr 7456, 7457 i 7458. Najbliższe miasto, Szentgotthárd, jest w odległości 8 km na północ. Pobliskie miejscowości to na południowym zachodzie Kétvölgy, na południowym wschodzie Orfalu, a na północnym zachodzie.
Apátistvánfalva to wieś typu rozproszonego. Każde gospodarstwo wybudowane jest na szczycie wzgórza, a wokół niego leżą należące do niego pola uprawne i pastwiska.
Obszar ten jest od 1978 r. ściśle chroniony, a od 2002 r. stał się częścią parku narodowego.
Leży w Alpach Węgierskich i jest otoczony lasami i wzgórzami. Okolica charakteryzuje się rzadką na terenie Europy florą i fauną, a szczególnie bogaty jest świat grzybów i motyli.

## Historia
Apátistvánfalva powstała pod koniec XIX w. z połączenia Istvánfalu i Újbalázsfalva. Istvánfalu była niegdyś własnością opactwa cysterskiego w Szentgotthárd, o czym świadczy wzmianka z 1328 r. Nazwa pochodzi od imienia byłego opata świętego Istvána Hardinga, na którego cześć od 1683 r. co roku w lato odbywają się uroczystości i na cześć którego wzniesiono kościół.
Niedawne badania archeologiczne wykazały, że w okresie panowania Arpadów w okolicy Szentgotthárdu znajdowała się zachodnia granica państwa węgierskiego, zwana przez historyków linią gyepű. Ważną jej część stanowił region Őrség. Z listu patentowego króla Stefana V możemy się dowiedzieć, że znajdowała się tam ważna jednostka wojskowa z żupanem (ispán) i stanowiskami strażniczymi. Wcześniejsze badania uznawały opactwo w Szentgotthárd za pierwotne, a powstanie wsi było związana z powstaniem opactwa. Przypuszczalnie jednak, jeszcze przed przybyciem cystersów, w osadzie znajdował się już kościół u zbiegu rzek Raby i Lapincs. W 1183 r. dzięki darowiźnie króla węgierskiego Beli III powstał klasztor cystersów, ze względu na wysoki poziom gospodarki rolnej, którą prowadzili. Na terenie opactwa były duże tereny leśne. W związku z tym karczowanie lasu było pierwszym krokiem do uzyskania terenów uprawnych. Jednak z samego lasu korzystano w różnorodny sposób, pozyskiwano drewno do budowy domów, pokrycia dachów, a również drewno na opał. W lasach dębowych wypasano świnie. Oprócz uprawy roli, duże znaczenie na terenie opactwa miała hodowla zwierząt, szczególnie świń i owiec w okolicach położonych na północny wschód od Apátistvánfalvy.
Do czasów inwazji tureckiej na Węgry, zapoczątkowanej bitwą pod Mohaczem życie we wsi toczyło się utartym torem. Turcy organizowali wyprawy łupieżcze wzdłuż doliny Raby, więc nieco oddalona od niej Apátistvánfalva cieszyła się spokojem, gdyż Turcy nie zapuszczali się w głąb zalesionych dolin i wzgórz. Ważnym wydarzeniem w tym okresie była stoczona w 1664 r. bitwa pod Szentgotthárd. Pole bitwy znajdowało się 5 km na północny zachód od Apátistvánfalvy, w pobliżu obecnej austriackiej wsi Mogersdorf (węg. Nagyfalva).
Na początku XIX w. wieś została dotknięta przez szereg katastrof naturalnych: epidemie ospy i cholery w 1813 r. grad w 1827 r., a później wielokrotne pożary.
Na przełomie XIX i XX w. wielu mieszkańców emigrowało do Ameryki, mając w zamiarze zdobycie pieniędzy na zakup ziemi i domu po powrocie. Większość jednak nie powróciła, ale z pieniędzy przez nich przysłanych ufundowano dzwon i pomnik.
Nowe granice, ustalone po I wojnie światowej na podstawie traktatu w trianońskiego, spowodowały katastrofę gospodarczą. Dotychczasowe rynki zbytu znalazły się za granicą, a kwitnący do tej pory przemysł, rolnictwo i handel skazane zostały na stagnację.

## Demografia
W dniu 1.01.2020 w Apátistvánfalvie zamieszkiwały 383 osoby.

Podczas spisu powszechnego z 2011 r. 93,7% ludności zadeklarowało się jako Węgrzy, 4,7% jako Niemcy, 64,8% jako Słoweńcy, 0,3% jako Serbowie, 4,9% nie zadeklarowało narodowości. Z powodu podwójnej tożsamości suma procent jest wyższa od 100%.

## Zabytki i atrakcje turystyczne

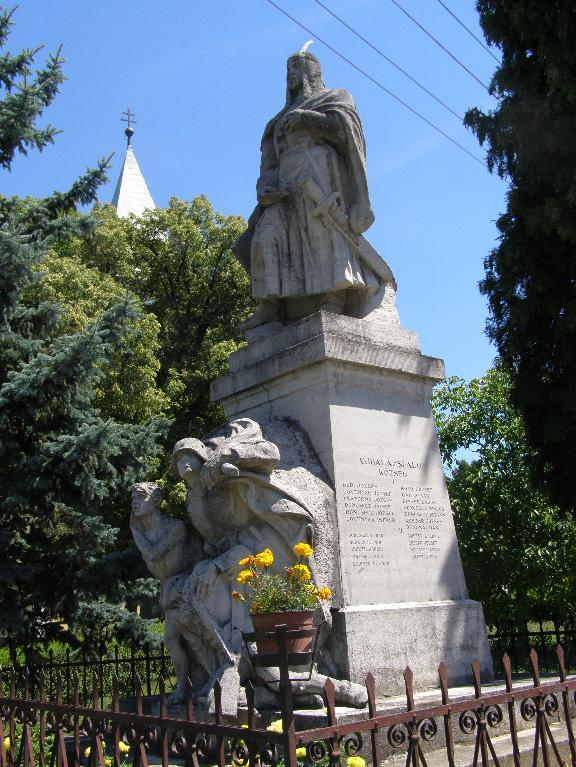
Pomnik poległych w czasie obu wojen światowych z listą ich imion

- Kościół katolicki pw. Stefana Hardinga wybudowany w 1786 r. oraz położony obok cmentarz[5]
- Potok Hársas
- Ścieżka dydaktyczna Rókagomba Tanösvény[6]
- Pomnik poległych w czasie obu wojen światowych obywateli Apátistvánfalvy, Permise, Orfalu i Újbalázsfalvy. Na pomniku wyryte są imiona i nazwiska bohaterów, a na jego górnej części znajduje się postać księcia Arpada, dzieło Edego Kallósa[7].
- Muzeum Straży Granicznej, Határőrmúzeum[8]
- Hotel Apát
- Wybudowane w 2013 r. Centrum Informacji Ekoturystycznej, Ökoturisztikai Információs Centrum, które prezentuje atrakcje turystyczne i imprezy w dolinie Raby w formie wystawy interaktywnej i zapoznaje gości nie tylko z zabytkami Węgier, ale i sąsiedniej Austrii oraz Słowenii[9].
- Szkoła